# Polaria
Polaria er et oplevelsescenter og museum som blev åbnet i Tromsø i maj 1998. Bygnigen ligger ved siden af Framsenteret lige syd for byens centrum og vender ud mod Tromsøysundet. Det er et karakteristisk bygningsværk, tegnet af JAF arkitektkontor, og udformet sådan at det ligner isblokke som er blevet skubbet i land. Polaria havde 117.000 besøgende i 2008, og var dermed Nord-Norges næstmest besøgte attraktion. 
Polaria har stort akvarium med arktiske havplanter, arktiske fisk og dyr. Der er vandtanke i gulv, vægge og tag og glastunneller som de besøgende kan gå under mens sæler svømmer over dem. Det er flere udstillinger om is og klima blandt andet en forskningsfilm om isbjørne og hvalrosser.
Remmesælerne og de spættede sæler er en af museets hovedattraktioner og de bliver fodret to gange om dagen. Desuden findes en biograf med panoramafilmen fra Svalbard og om Nordlys.